# Gypsophila cerastioides
Espèce
Classification phylogénétique
Gypsophila cerastioides, la  Gypsophile à feuilles de Céraiste, est une espèce de plante de la famille des Cariophyllaceae. Elle se présente en tapis de 10 cm de hauteur.
On la trouve du Bhoutan au Pakistan sur des étendues rocheuses entre 1 200 et 4 700 m.